# چاله آسفالت

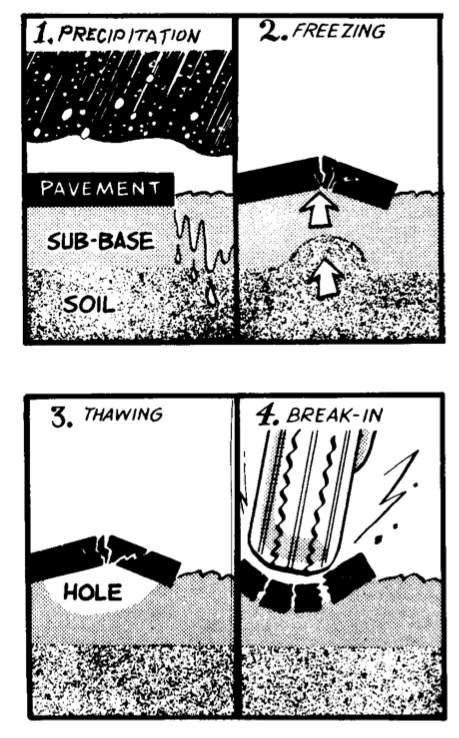
عوامل منجر به حفره شکست آسفالت وایجاد چاله در مناطق در معرض انجماد و ذوب عبارتند از: 1. بارش که موجب سستی خاک می شود. 2. رانش خاک. 3. ذوب یخ. 4. ترافیک سنگین.

چاله آسفالت یا  حفره آسفالت  (به انگلیسی: Pothole) عبارت است از شکست ساختاری در   آسفالت سطح جاده ناشی از حضور آب در خاک یا وجود ترافیک سنگین عبوری  از روی ناحیه آسیب دیده. آب ابتدا ساختار زیر آسفالت را ضعیف می کند و سپس فشار سنگینی وسایل نقلیه موجب شکستگی آسفالت و ایجاد حفره می شود. این نوع خرابی راه بسیار رایج بوده و باعث افت شدید شاخص شرایط روسازی و افزایش ناهمواری راه می‌گردد.

## شکل گیری حفره آسفالت

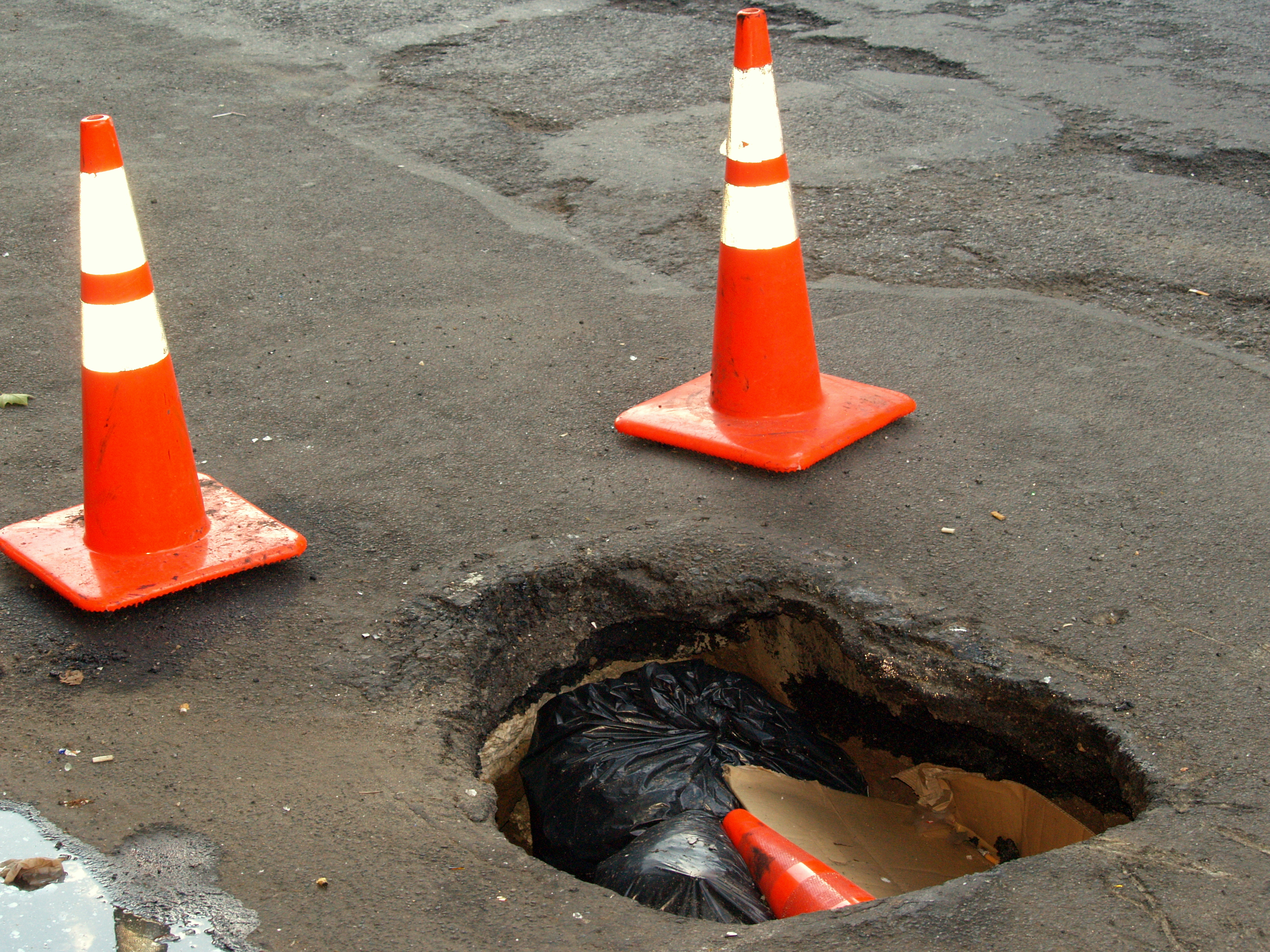
یک حفره ایجاد شده در آسفالت در نیویورک.

حفره آسفالت از تجمیع دو عامل آب و ترافیک ایجاد می شود.

## نگارخانه

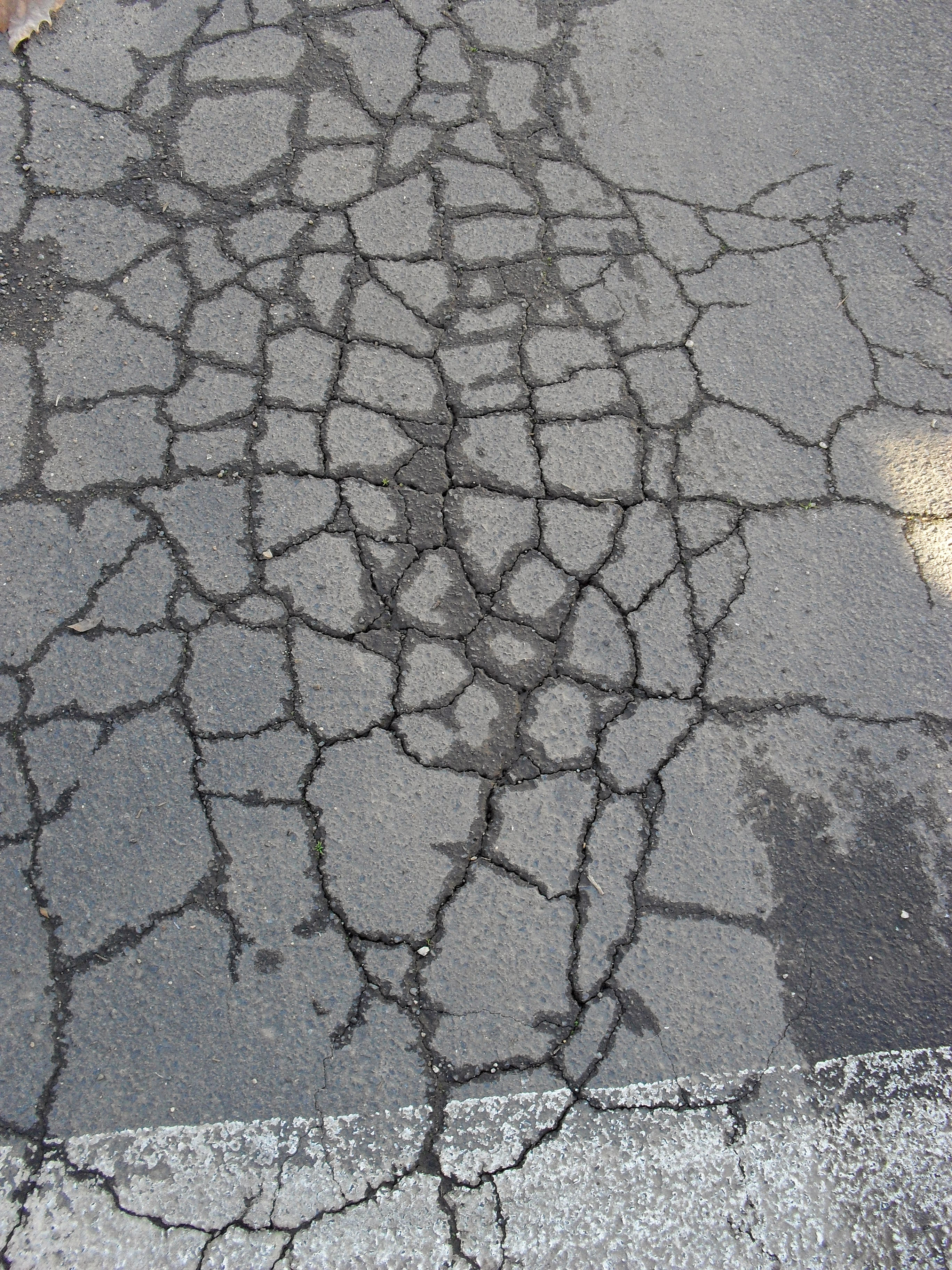
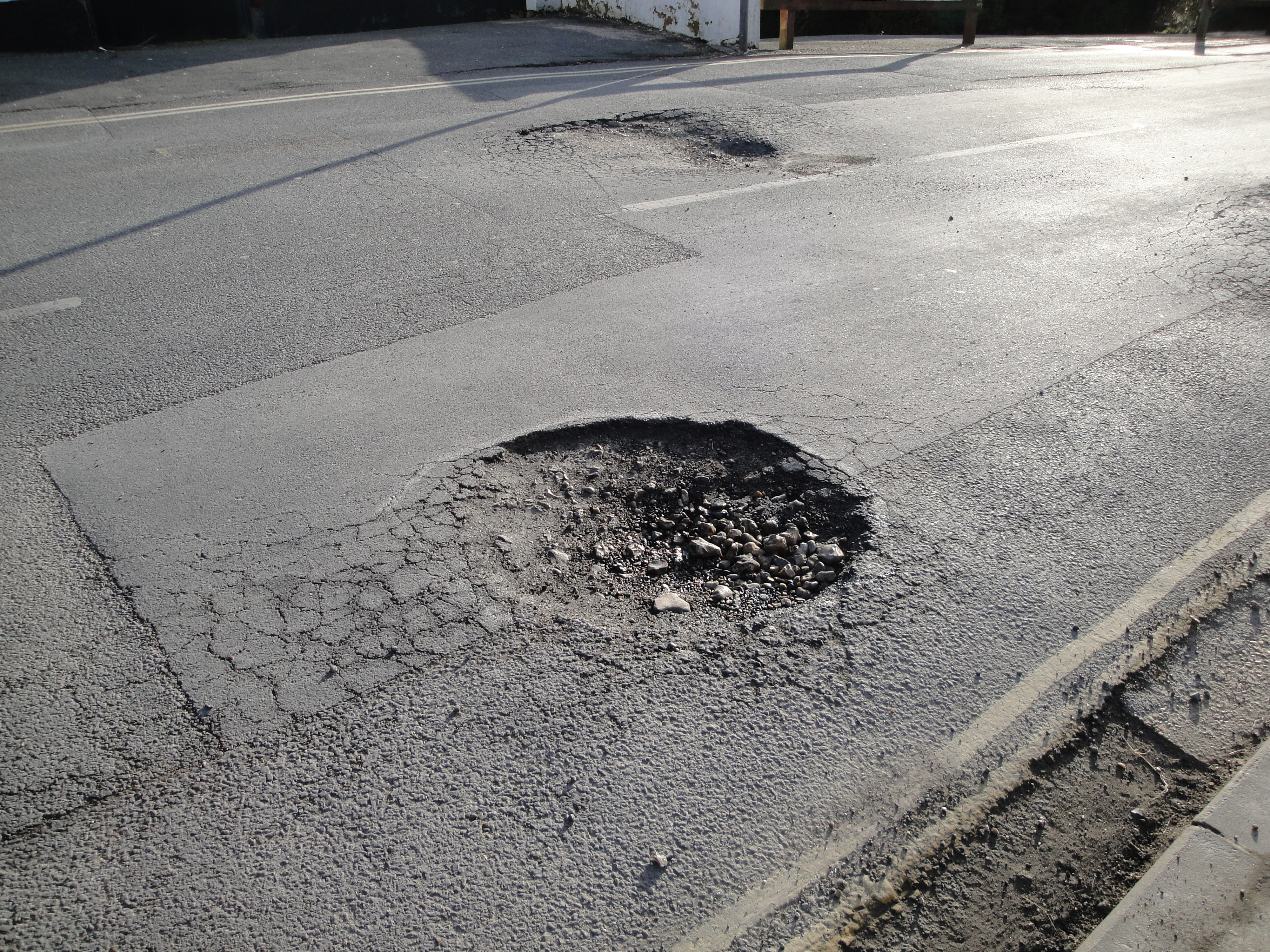
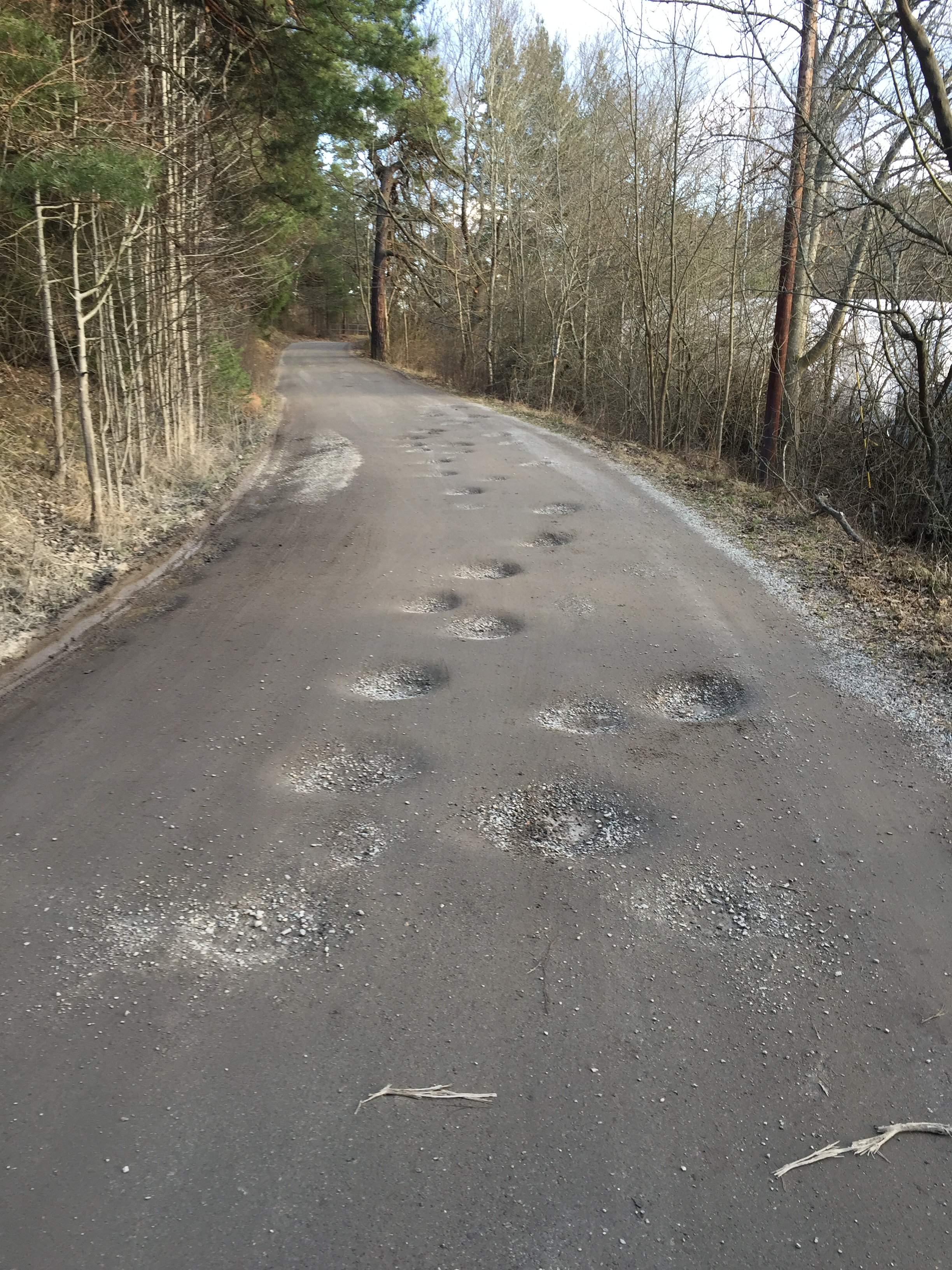

## References
1. ↑  Miller, John S.; Bellinger, William Y. (June 2003). "Distress identification manual for the long-term pavement maintenance program" (PDF). FHWA-RD-0-031. Federal Highway Administration. Retrieved 2014-02-18.
2. ↑  "Piryonesi, S. M., & El-Diraby, T. (2018). Using Data Analytics for Cost-Effective Prediction of Road Conditions: Case of The Pavement Condition Index:[summary report] (No. FHWA-HRT-18-065). United States. Federal Highway Administration. Office of Research, Development, and Technology". Archived from the original on 2 February 2019.
3. ↑  «Piryonesi, S. M. (2019). The Application of Data Analytics to Asset Management: Deterioration and Climate Change Adaptation in Ontario Roads (Doctoral dissertation)».